# فروده ياكوبسن
فروده ياكوبسن (بالدنماركية: Frode Jakobsen) هو كاتب وسياسي دنماركي، ولد في 21 ديسمبر 1906 في الدنمارك في مملكة الدنمارك، وتوفي بنفس المكان في 15 يونيو 1997. نشط حزبياً في الحزب الاشتراكي الديمقراطي (الدنمارك). وقد انتخب عضو فولكتنغ ‏.